# My Rock
My Rock è il secondo album del gruppo musicale canadese Walk off the Earth, pubblicato nel 2010.

## Tracce
1. Once in a While – 3:19
2. Julia – 2:40
3. Money Tree – 3:12
4. Coolin' – 3:50
5. Proof Life – 3:53
6. Disappointment – 2:58
7. Broke – 4:03
8. Silent Prep – 0:22
9. Luminati – 0:09
10. Once in a While (Chopped & Screwed) – 4:28
11. Petey Com Julia – 0:25
12. Julia (Chopped & Screwed) – 3:37
13. Petey Com Money Tree – 1:07
14. Money Tree (Chopped & Screwed) – 4:17
15. Petey Com Coolin’ – 0:38
16. Coolin’ (Chopped & Screwed) – 5:10
17. Petey Com 100 Proof Life – 0:35
18. Proof Life (Chopped & Screwed) – 5:13
19. Petey Com Disappointmen – 1:16
20. Disappointment (Chopped & Screwed) – 4:00
21. Broke (Chopped & Screwed) – 6:15
22. Petey Com on Secret Track – 0:46
23. Corner of Queen – 1:15